# HD44229
HD44229 — хімічно пекулярна зоря спектрального класу A3, що має видиму зоряну величину в смузі V приблизно  7,6.
Вона  розташована на відстані близько 505,7 світлових років від Сонця.

## Пекулярний хімічний вміст
Зоряна атмосфера HD44229 має підвищений вміст 
Si
.